# 跳躍天国
『跳躍天国』（ちょうやくてんごく）は1932年に日本で制作されたサイレント映画。東活映画社製作。

## スタッフ
- 監督 : 大江秀夫
- 脚本 : 大江異都子
- 原作 : 大江異都子
- 撮影 : 中塚清

## キャスト
- 隼秀人
- 毛利峰子